# Forn de la Glòria

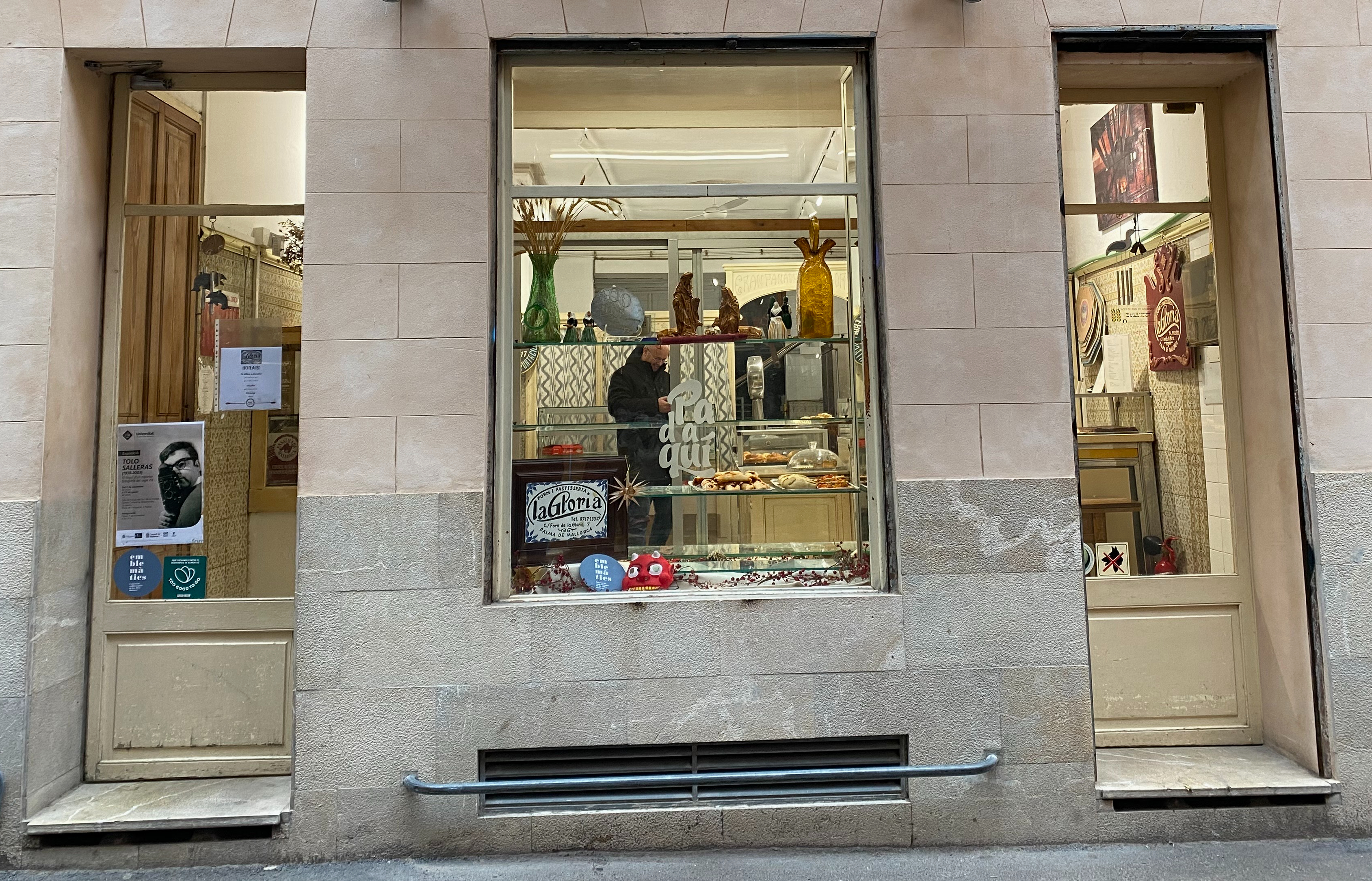
Façana

El Forn de la Glòria és un establiment de Palma, que dona nom al carrer on es troba, carrer del Forn de la Gloria, núm. 7, conegut com el carrer de la Glòria. L'any 1717 ja apareix documentat, però segons Sebastià Camps, que juntament amb la seva germana Francisca Camps, regenta l'establiment, ja se'n parla en el Llibre de Repartiment de Jaume I. Foren els seus pares, Sebastià Camps i Francisca Sastre, que l'any 1977 l'adquiriren.

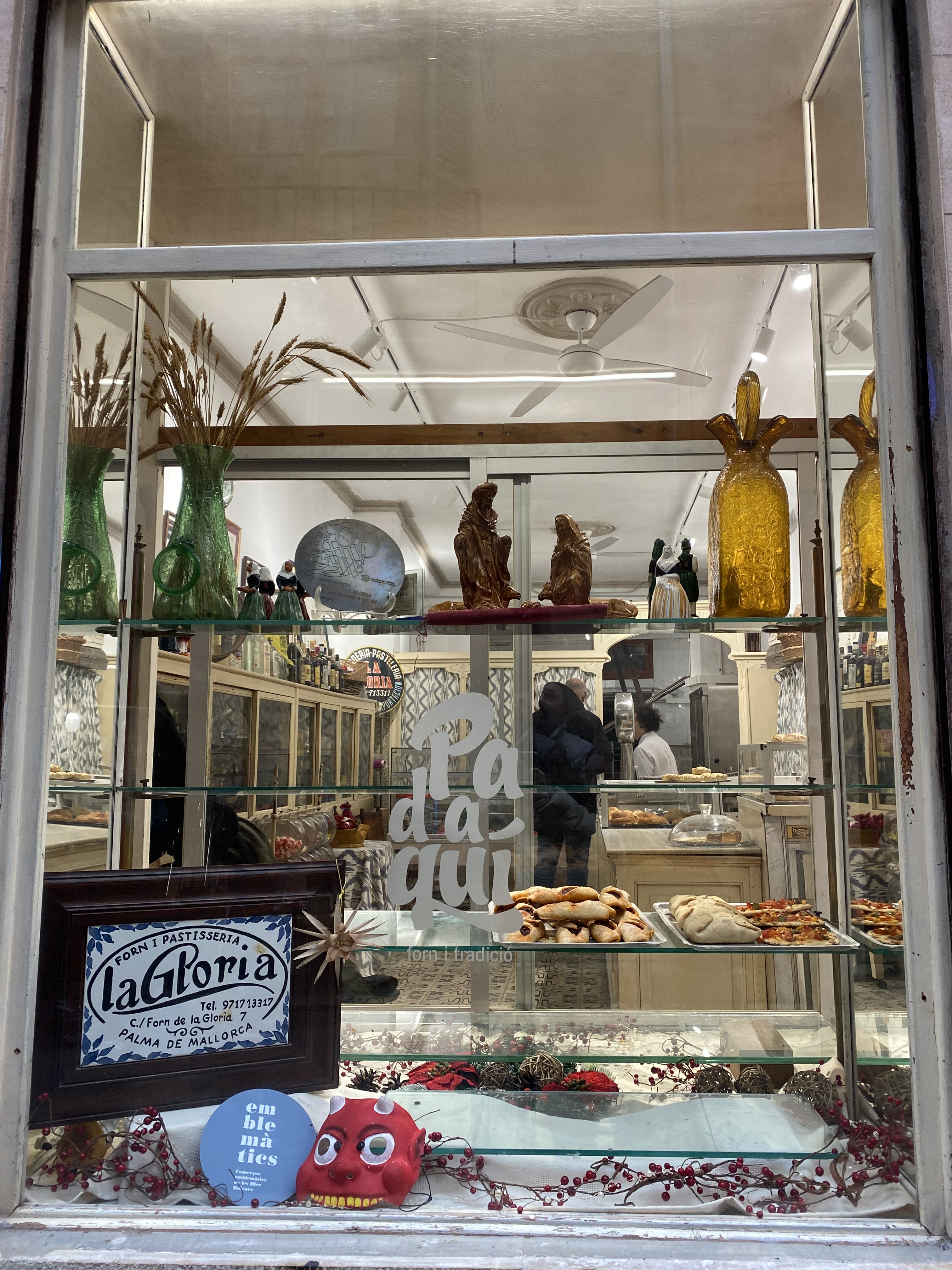
Vitrina

Una llegenda conta que el Forn de la Glòria ja existia en temps de la conquesta del rei en Jaume I i que fou lliurat a un soldat del rei com a botí de guerra. Però, sembla, segons conta Francisca Camps, que era un dels cinquanta-dos forns que es varen comptabilitzar en tota la illa de Mallorca.
L'edifici actual va ser construït per un empresari solleric l'any 1870 i el 1903 l'interior fou reformat i s'hi posaren els elements modernistes que avui conserva. Abans l'establiment era al davant d'on avui es troba.
S'hi pot veure l'antic forn morú original, de quatre metres de diàmetre, on s'elaboren els productes tradicionals mallorquins. Destaca la producció de l'ensaïmada, guardonada amb el segell d'Ensaïmada de Mallorca. També elaboren diferents tipus de pa (de sègol, integral, d'espelta, etc.)
El 24 de juliol de 2024 (resolució núm. 7460, Ajuntament de Palma) fou declarat «Comerç Emblemàtic» (categoria 1A) en l'aprovació del Catàleg d'establiments emblemàtics de 2024.Està adherit a la marca «Pa d'Aquí. Forn i Tradició», marca que distingeix els establiments que tenen obrador i que couen tot tipus de pans.